# Gaj, Brežice
Gaj je zaselek v Občini Brežice

## Prebivalstvo
Etnična sestava 1991:
- Slovenci: 44 (95,7 %)
- Hrvati: 2 (4,3 %)